# Julián López Milla
Pour les articles homonymes, voir Julián López et López.
Julián López Milla, né le 11 mai 1971 à Almansa, est un homme politique espagnol membre du Parti socialiste ouvrier espagnol (PSOE).
Il est député de la circonscription électorale d'Alicante entre janvier 2016 et novembre 2017.

## Biographie

### Vie privée
Il est divorcé et père d'un fils.

### Formation
Julián López Milla est titulaire d'une licence et d'un doctorat en sciences économiques et entrepreneuriales de l'université d'Alicante.

### Vie politique
Il a été député au Parlement valencien de 2011 à 2015.
Le 20 décembre 2015, il est élu député pour Alicante au Congrès des députés et réélu en 2016. Il est nommé secrétaire général aux Infrastructures par le ministère de l'Équipement José Luis Ábalos le 23 mars 2019 et révoqué le 1er juillet 2020.